# Gunship 2000
Gunship 2000 ist ein Helikopter-Flugsimulation-Computerspiel, das von MicroProse am 12. Juli 1991 für PC (MS-DOS) veröffentlicht wurden. Es ist der direkte Nachfolger zu Gunship. 1993 erschien eine Version für den „Classic“-Amiga, ein Jahr später eine grafisch aufpolierte Version für Amiga 1200. Für den PC erschien eine Erweiterung Gunship 2000 Islands & Ice Expansion Pack, die zusätzliche Karten sowie zwei neue Einsatzgebiete (Antarktis und Philippinen) enthielt. Die Gunship 2000: CD-ROM Edition bündelte Erweiterung und Hauptspiel. 2000 erschien mit Gunship! ein Nachfolger.

## Spielprinzip
Im Vergleich zum Vorgänger war es möglich, im Verlauf des Spieles unterschiedliche Hubschrauber zu fliegen und mit steigendem Rang auch mehrere Hubschrauber zu kommandieren.

## Rezeption
Wie schon der Vorgänger stelle Gunship 2000 wieder einen Meilenstein dar. Durch das Entfernen der getrennten Drehung von Haupt- und Heckrotor sei Steuerung etwas vereinfacht und der Simulationsanteil werde reduziert. Dafür sei die Landschaft detailliert gestaltet.
Im Vergleich zum Vorgänger sei Gunship 2000 umfangreicher, realistischer und auf dem Amiga praktisch konkurrenzlos.
Retrospektiv betrachtet besaß es für die frühen 90er spektakuläre 3D-Grafik.